# 戈爾德希爾鎮區 (北卡羅萊納州羅恩縣)
戈爾德希爾鎮區（英語：Gold Hill Township）是位於美國北卡羅萊納州羅恩縣的一個鎮區。

## 地方資料
戈爾德希爾鎮區的面積為83.60平方千米，當中陸地面積為83.39平方千米，而水域面積為0.21平方千米。根據2020年美國人口普查的數據，當地共有人口11672人，而人口密度為每平方千米139.62人。